# Ібрагімов Тимур Пулатович
Ібрагімов Тимур Пулатович (15 січня 1975, Ургенч, Узбецька Радянська Соціалістична Республіка) — узбецький професійний боксер.

## Аматорська кар'єра
1991 року Тимур Ібрагімов став чемпіоном СРСР у віковій категорії 16—18 років.
Після розпаду СРСР ввійшов до складу збірної Узбекистану.
На Кубку світу 1994 завоював бронзову медаль, здолавши двох суперників і програвши в півфіналі Свену Оттке (Німеччина).
На чемпіонаті світу 1995 переміг двох суперників, а в чвертьфіналі програв Томасу Ульріх (Німеччина).
На чемпіонаті Азії 1995, що проходив в Ташкенті, програв в 1/8 фіналу Лі Син Бе (Південна Корея).
На церемонії відкриття Олімпійських ігор 1996 Тимур Ібрагімов був прапороносцем збірної Узбекистану, а на самих змаганнях здобув перемогу над Ростиславом Зауличним (Україна) — 7-3, а в 1/8 фіналу програв Стіпе Дрвішу (Хорватія) — 9-10.
1997 року став чемпіоном Середньоазійських ігор, а на чемпіонаті світу серед військовослужбовців в Сан-Антоніо завоював срібну медаль.
1998 року на чемпіонаті світу серед військовослужбовців знов був другим, програвши в фіналі Магомеду Аріпгаджиєву (Азербайджан).

## Професіональна кар'єра
2000 року Ібрагімов перейшов до професійного боксу і до 2006 року не знав поразок. 24 червня 2006 року Тимур Ібрагімов поступився за очками наступному супернику Володимира Кличка непереможному американцю Келвіну Брок.
16 лютого 2007 року Ібрагімов знов програв за очками Тоні Томпсону (США).
2 грудня 2010 року Ібрагімов зазнав третьої поразки від Жан-Марка Мормек (Франція), а 10 грудня 2011 року зазнав четвертої і єдиної дострокової поразки від Сета Мітчелл (США).